# Haworthia angustifolia
Haworthia angustifolia är en grästrädsväxtart som beskrevs av Adrian Hardy Haworth. Haworthia angustifolia ingår i släktet Haworthia och familjen grästrädsväxter.

## Underarter
Arten delas in i följande underarter:
- H. a. altissima
- H. a. angustifolia
- H. a. baylissii
- H. a. paucifolia

## Bildgalleri

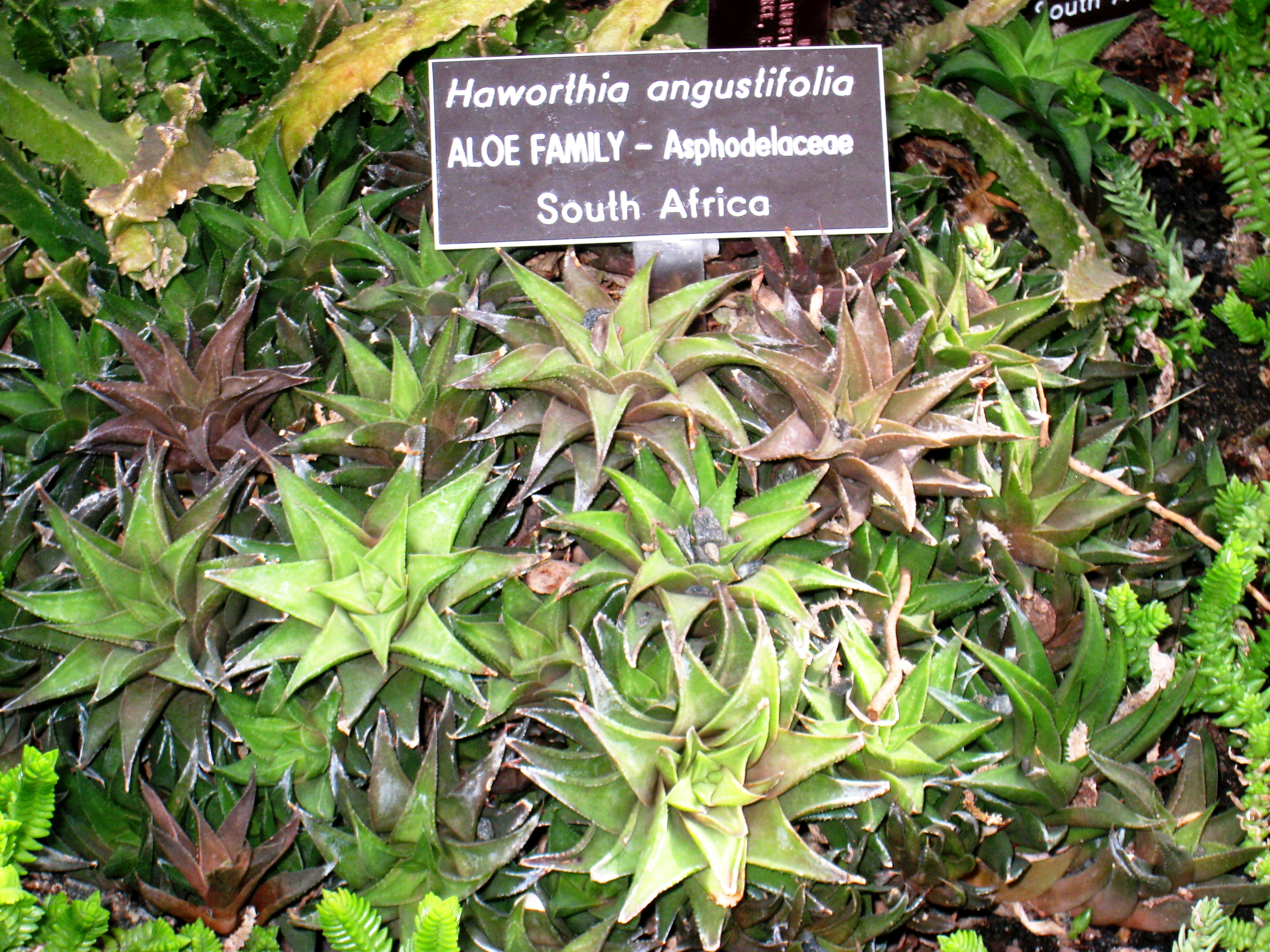
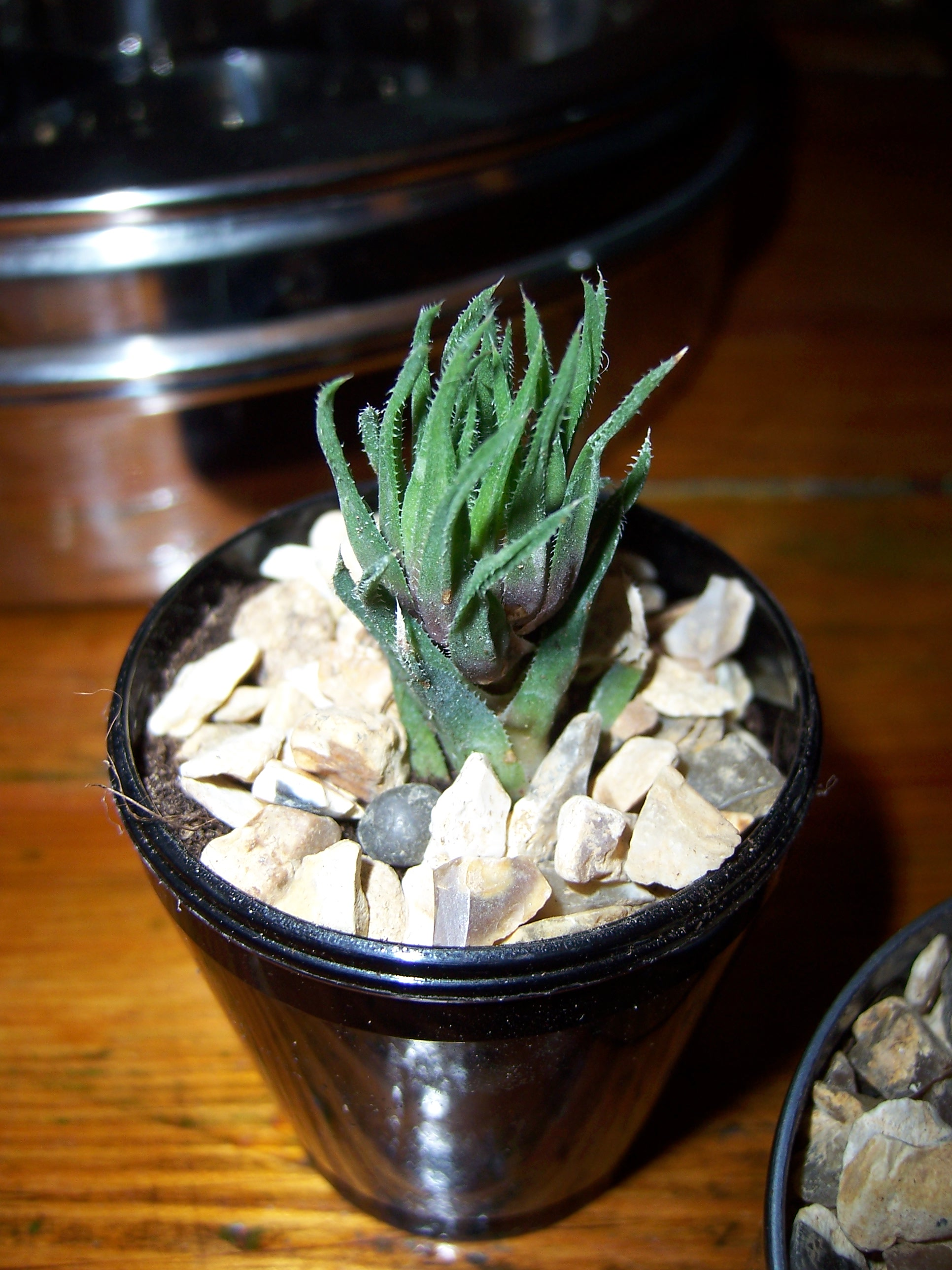